# 克里米亚校园爆炸案
克里米亚校园爆炸案是2018年10月17日發生在克里米亚刻赤刻赤理工学院的一場校園槍擊和炸弹袭击事件。兇手是該校的一名18岁学生弗拉季斯拉夫·罗斯利亚科夫（羅馬化：Vladislav Roslyakov），他在學校引爆炸弹，随后开枪随机扫射，共造成20人死亡，67人受傷，兇手最終飲彈自盡。
这是自2004年别斯兰人质危机以来、俄罗斯或乌克兰发生的死亡人数最多的校园枪击事件。

## 大屠杀

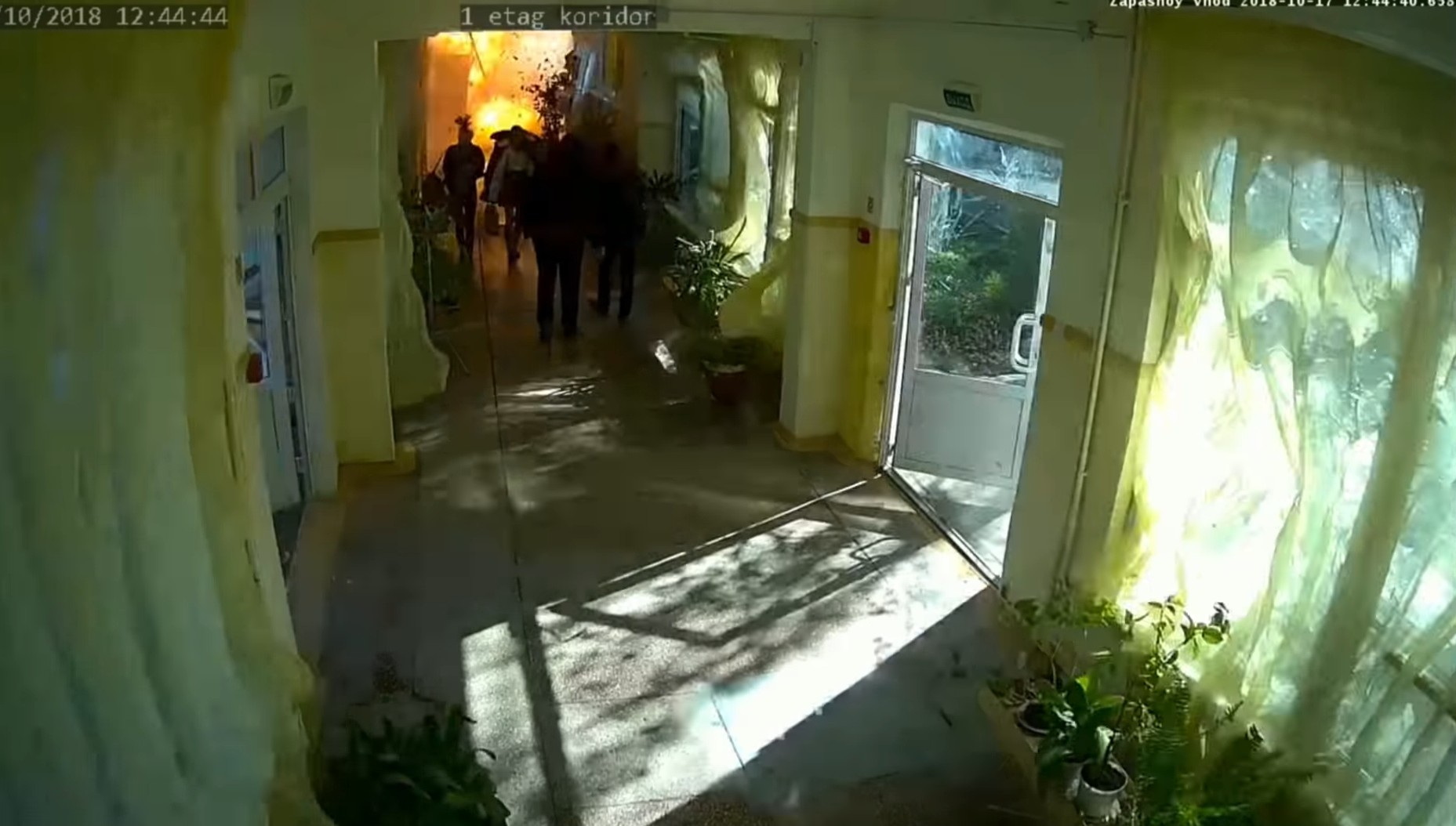
炸弹在餐厅内爆炸

弗拉季斯拉夫·罗斯利亚科夫于2018年9月8日购买了一把猎枪，并于2018年10月13日在一家枪支店合法购买了150发子弹。2018年10月17日上午约10点02分，他进入刻赤理工学院校园。一名该事件幸存者称，枪击持续了超过十五分钟。
多名目击者称，一名枪手在刻赤理工学院的走廊中缓行，向同学和教师无差别射击。他还向电脑显示器、锁住的门以及灭火器开枪。袭击过程中引爆了一枚大型钉子炸弹，当地警方称，他们在校园内拆除了更多爆炸装置。 不过，幸存者们对事件的描述最初存在差异，有人称听到了大型炸弹爆炸声，而另一些人则表示仅听到了枪声和手榴弹的爆炸声。

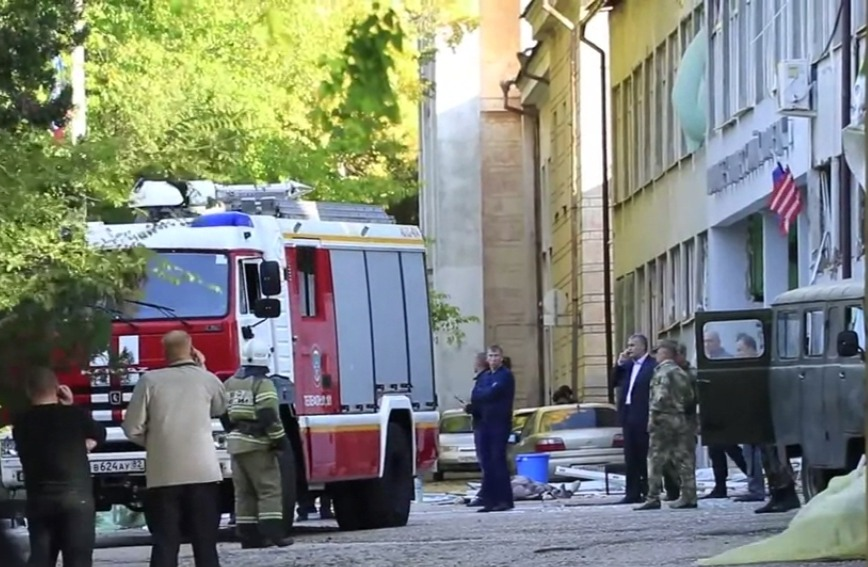
屠杀的应对急救设施

据CNN报道，俄罗斯国家电视台频道“俄罗斯24”称，已有200名军方人员被派往事发地点。关于执法部门的反应时间，目击者的说法不一。有人称警察在10分钟内赶到，也有人表示用了15分钟，尽管在学校附近距离不到300米（980英尺）处就有警局。这场大屠杀以枪手在学院图书馆内饮弹自尽而告终。学校的监控摄像头捕捉到了袭击画面，随后这些视频被发布在新闻节目《Vesti.Krym》的YouTube频道和网站上，但不久后便被删除。

## 受害者
俄罗斯国家反恐委员会表示，大多数遇难者是青少年。共有15名学生和5名教师遇难。
刻赤市副市长迪利亚维尔·梅尔加季耶夫（Dilyaver Melgaziyev）在10月18日首次澄清传闻时表示，遇难者中有6人未满18岁。此后，该数字被修正为11人。克里米亚当局公布了首批20名遇难者的名单。
俄罗斯联邦卫生部部长维罗妮卡·斯克沃尔佐娃（Veronika Skvortsova）向媒体表示，共有67人受伤，其中10人伤势“危重”，包括5人处于昏迷状态。
克里米亚国家委员会主席弗拉基米尔·康斯坦丁诺夫（Vladimir Konstantinov）宣布，遇难者家属将获得经济赔偿，初步方案为每户获得100万卢布（约合13577.73美元）的俄罗斯联邦预算补偿，以及100万卢布的地方预算补偿。

## 主谋

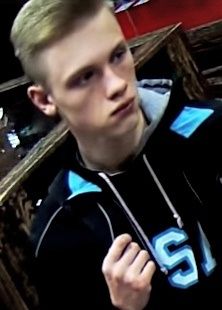
案件发生的四天前，在索科尔枪店的罗斯利亚科夫

此次袭击的实施者是该学院四年级学生弗拉迪斯拉夫·伊戈列维奇·罗斯利亚科夫（Vladislav Igorevich Roslyakov，俄文：Владисла́в И́горевич Росляко́в；2000年5月2日—2018年10月17日），案发时18岁。
罗斯利亚科夫大约10岁时，父母因其父亲遭受严重的头部创伤而离婚。父亲自此残疾，开始酗酒，并虐待罗斯利亚科夫、他的母亲及亲人。罗斯利亚科夫在当地学校就读时，成绩不佳且兴趣寥寥。他几乎没有朋友，兴趣主要集中在武器和电子游戏上。2015年，他进入学院学习电工专业。在学院期间，他对爆炸物和武器产生了浓厚兴趣，还曾随身携带刺刀上课。有一次，他在课堂上喷洒胡椒喷雾，却无法解释自己的行为。他的母亲是耶和华见证人成员，对他的社交活动进行了严格限制，经常检查他的口袋，不允许他去电影院或使用电脑，直到他16岁时才准许他使用电脑。
在袭击发生前几天，罗斯利亚科夫声称他不相信来世。根据邻居的描述，袭击前一天晚上，他烧毁了一本标注了经文的《圣经》，以及他的手机和其他书籍。
他的一位朋友声称，罗斯利亚科夫“非常痛恨理工学院”，并发誓要向教师复仇。也有报道称他可能曾受到校园霸凌。在袭击前几天，他在社交媒体上讨论过他被他人忽视、生活毫无意义、大规模枪击事件以及自杀等话题。罗斯利亚科夫还加入了多个与连环杀手和大规模杀人犯相关的网络社区。
监控录像显示，罗斯利亚科夫身穿黑色长裤和印有俄文“НЕНАВИСТЬ”（“仇恨”）字样的白色T恤衫，手持一把八发12号口径的Hatsan Escort Aimguard手枪式握柄泵动式猎枪。他的穿着与1999年哥伦拜恩校园事件实施者之一埃里克·哈里斯相似，引发了外界对该袭击是否为模仿犯罪的猜测。据一些俄罗斯小报报道，罗斯利亚科夫曾是社交网络上多个埃里克·哈里斯和迪伦·克莱博德粉丝团体的成员，并曾向朋友透露他认为“搞一次大屠杀会很不错”，并特别提到了哥伦拜恩校园事件。他还提到自己认为那两名实施者“很酷”。与埃里克·哈里斯类似，罗斯利亚科夫最终在学院图书馆内开枪自杀。

## 案件调查
俄罗斯调查委员会最初将这起袭击定性为恐怖袭击，但随后更改为大规模谋杀。在最初关于刻赤疑似恐怖袭击的报道发布后，许多俄罗斯政界人士和媒体认为，这起事件是“乌克兰破坏分子”的行动，并将责任归咎于乌克兰政府。然而，随着更多信息的披露，这些观点逐渐发生了变化。与此同时，有人质疑罗斯利亚科夫在购买枪支和弹药前是否经过了足够的审查，因为这些物品是他合法购得的。
在大屠杀发生后的几天内，调查人员深入研究了罗斯利亚科夫的背景，试图确定他的确切动机。调查人员最终将此事件视为一场精心策划的校园枪击案。官员们正在调查案件中的一些疑点，例如罗斯利亚科夫从何处获得了购买武器所需的3万至4万卢布（约480至640美元）资金，以及他从哪里学会了使用这些武器。调查发现，罗斯利亚科夫在2018年获得了持枪许可，并在完成了法律要求的武器安全培训、提交了所有必要文件（包括健康证明）后，合法持有这把猎枪。他还定期参加射击俱乐部活动。在枪击案发生前不久，他合法购买了150发子弹。
侦察委员会下令对罗斯利亚科夫进行死后心理评定。克里米亚总理谢尔盖·阿克肖诺夫（Sergey Aksyonov）在10月18日表示，袭击者可能有同伙，警方正在寻找“指导”罗斯利亚科夫实施犯罪的人员。然而，到2018年11月9日，调查委员会得出结论：罗斯利亚科夫为单独行动。

## 事后影响
学生们于10月23日复课，学校入口处设置了检查站，用于核查学生身份。俄罗斯罗斯托夫州紧急情况总局人士向记者表示：“已经进行了检查。根据初步报告，（该建筑物）不存在坍塌的危险。”

### 模仿事件
2019年5月28日，俄罗斯萨拉托夫州沃尔斯克市一名15岁的学生丹尼尔·普尔金（Daniil Pulkin）因痴迷罗斯利亚科夫而发动袭击，他使用斧头和燃烧瓶攻击，致一名女孩重伤。2020年8月，他被判入狱7年，关押于少年犯管教所。

## 社会反响
克里米亚总理谢尔盖·阿克肖诺夫宣布，将举行四天的哀悼活动。克里米亚国家议会主席弗拉基米尔·康斯坦丁诺夫表示，无法相信18岁的嫌犯弗拉迪斯拉夫·罗斯利亚科夫独自策划了这起袭击。他说：“在行动中，他是单独作案，这已经被证实。但在我和同事们看来，这个恶徒不可能独自完成整个准备工作。”
俄罗斯联邦安全局（FSB）副局长谢尔盖·米哈伊洛维奇·斯米尔诺夫（Sergei Mikhailovich Smirnov）表示，安全部门需要对互联网进行更严格的管控。俄罗斯政治分析家谢尔盖·米赫耶夫（Sergey Mikheyev）在国家电视台上指责这次袭击源于“西方亚文化”，声称“这种文化的核心是暴力崇拜……手握武器者就是正义的。这是纯粹的美国式思维。”俄罗斯总统普京在索契的瓦尔代国际辩论俱乐部上表示，这次袭击是全球化、社交媒体和互联网的产物，并称“这一切始于美国学校的悲剧事件……我们没有为年轻人创造健康的（网络）内容……这导致了类似的悲剧。”有人认为这些言论是俄罗斯将袭击归咎于西方的表现，并与普京曾担任克里姆林宫和联邦安全局首脑时对互联网和社交媒体的态度有关。据《爱尔兰时报》报道，俄罗斯政府对互联网和社交媒体持怀疑态度，认为这些技术由西方主导，可能被用来煽动抗议和动乱。
多国领导人对袭击事件的受害者表示哀悼，包括亚美尼亚、爱沙尼亚、芬兰、德国、意大利、泰国、英国和委内瑞拉。乌克兰总统波罗申科向受害者表示哀悼，并称这些受害者是乌克兰公民，同时表示克里米亚自治共和国总检察院已根据“恐怖主义行为”条款启动刑事诉讼。 欧洲委员会秘书长托尔比约恩·亚格兰（Thorbjørn Jagland）和联合国秘书长安东尼奥·古特雷斯（António Guterres）也发表了慰问声明。
一些报纸将此次袭击称为“俄罗斯的哥伦拜恩事件”，暗指1999年美国校园枪击案。史蒂文·罗森伯格（Steven Rosenberg）表示，这样的袭击并不令人意外，因为2018年俄罗斯学校已经发生过5起袭击事件，导致多名儿童受伤。《每日电讯报》的一篇文章也称，2018年俄罗斯发生了至少六起校园袭击事件，但这些事件大多使用刀具和非致命手枪，而非大威力枪支。

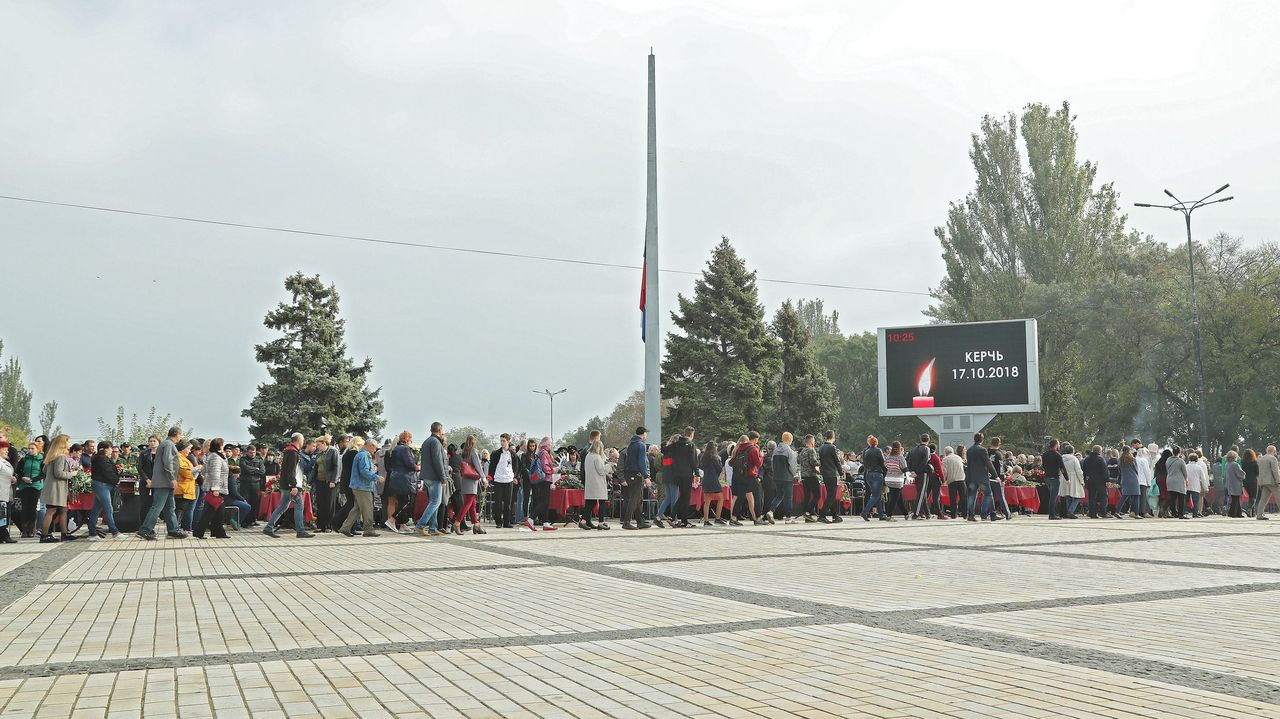
10 月 19 日，哀悼队伍参加受害者悼念活动

## 纪念
在俄罗斯及其他国家，数百人聚集在各地悼念遇难者。在莫斯科，亚历山大花园的刻赤纪念碑被鲜花装点。学校外还设立了临时纪念场所，供当地居民和幸存者献上鲜花和玩具以表达哀思。
在刻赤市中心广场举行了遇难者的公开追悼会和葬礼。克里米亚总理谢尔盖·阿克肖诺夫在致辞中向人群说道：“我们不想发言，只想痛哭。克里米亚的历史将被划分为两个阶段——10月17日之前和之后。我们需要坚强，我们需要勇敢。” 据估计，大约有两万人参加了刻赤市的公众葬礼。